# Saint-Thibéry
Saint-Thibéry este o comună în departamentul Hérault din sudul Franței. În 2009 avea o populație de 2.356 de locuitori.

## Evoluția populației
| An        | 1975  | 1982  | 1990  | 1999  | 2006  | 2009  |
| --------- | ----- | ----- | ----- | ----- | ----- | ----- |
| Populație | 1.808 | 1.874 | 2.076 | 2.200 | 2.271 | 2.356 |